# Jongen van bodem
Jongen van bodem is een lied van de Nederlandse artiest Esko. Het werd in 2021 als single uitgebracht en stond in hetzelfde jaar als achtste track op het album Feniks.

## Achtergrond
Jongen van bodem is geschreven door Ruben Schnieders en Stacey Walroud en geproduceerd door Gubes. Het is een lied uit het genre nederhop. Het is de eerste single van Esko in meer dan een jaar tijd. In het lied zingt Esko over de periode voordat hij de single uitbracht, waarin bij aan het komen was na het krijgen van een burn-out. In de videoclip is de artiest te zien samen met rapper Josylvio. In de clip is Esko ook te zien met een muur die vol hangt met diverse gouden en platina platen die hij heeft behaald. De single heeft in Nederland de gouden status.

## Hitnoteringen
De rapper had bescheiden succes in het lied. Het piekte op de 24e plek van de Single Top 100 en stond vier weken in de lijst. Er was geen notering in de Top 40, maar het kwam tot de zeventiende positie van de Tipparade.